# おおや和美
おおや 和美（おおや かずみ、1966年3月20日）は、日本の漫画家。福島県郡山市出身。
1988年に『デラックス別冊少女コミック』に掲載された「みるく・ぼーい しゅがあ・がーる」でデビュー。本作は『別冊少女コミック』の漫画スクールへの初投稿作であり、佳作を受賞。
主に『Betsucomi』など小学館系列の雑誌で活躍する。
デビュー前は、学生生活の傍ら、「キャプテン翼」などの人気同人作家で、当時のBL同人誌は数万円のプレミアム価格で取引された事もある。実家は郡山市の老舗・大友パン店。紀州の梅干が大好き。

## 作品リスト

### 漫画作品
- みるく・ぼーい しゅがあ・がーる
- 二階のA-BOY
- QP
- 乙姫CONNECTION - 1991年12月にOVAがリリースされた。
- 世紀末てっぺんBOY〈全5巻〉
- BOYS IN HEAVEN
- St.パイナップル・ムーン
- LUCKY CRAZY すーぱー・すたあ
- HYPER BABY〈全4巻〉
- AMNESIA
- 眠り姫Age〈全6巻〉
- 夢見る花園
- Honey2スキップ
- 藍の女王-舞台女優殺人事件-
- Makin' PURPLE
- 夢Chu↑〈全4巻〉
- シトラス・アイズ
- スキならスキって言えよ!
- オアシス計画
- ピンク♥プリズナー
- 君に花飾り
- 201号室のオトコ
- 空は水色のひかり
- 秘めやかなデルタ
- 月光庭園
- むすめふさほせ
- アナザー・サマー・騎士's
- 愛をちょーだい!
- 甘いやつら
- 恋の呪文
- スタンド・バイ・ミー
- 恋の時間
- そして僕らは恋をする
- セカンド・パラダイス
- ビタースウィート・ハニー
- その女に恋するべからず
- 面倒な男に好かれたら
- ふつつかものですが
- 放課後、あいましょう。
- 放課後、あいましょう/Re.
- スイート・チェイス
- パティオの王様たち
- 花が咲く頃お婿にどうぞ
- パパとダディ

### 漫画化
- タクミくんシリーズ　（原作：ごとうしのぶ）
  - June Pride 6月の自尊心
  - 季節はずれのカイダン
  - 美貌のディテイル
  - jealousy
  - 花散る夜にきみを想えば
  - 裸足のワルツ
  - Pure
  - Pure2
- ラストシーン（原作：倉橋燿子）

### 挿絵
- いばらの冠 ブラス・セッション・ラヴァーズ（原作：ごとうしのぶ）
- ロレックスに口づけを（原作：ごとうしのぶ）

### 画集ほか
- タクミくんシリーズ イラスト集 Anniversary [アニバーサリー]（角川書店、2003年3月25日初版発行）ISBN 4-04-853597-8
- タクミくんシリーズ イラスト＆ファンブック 15th Premium Album（角川書店、2007年12月1日初版発行＜11月29日発売＞）ISBN 978-4-04-854154-1
- タクミくんシリーズ 30th Anniversary Fanbook Memorial Days（KADOKAWA、2023年3月28日初版発行）ISBN 978-4-04-113236-4